# أندي غريني
أندي غريني (بالإنجليزية: Andy Greene) هو لاعب هوكي الجليد أمريكي، ولد في 30 أكتوبر 1982 في ترينتون في الولايات المتحدة.

## وصلات خارجية
- أندي غريني على موقع دوري الهوكي الوطني (الإنجليزية)
- أندي غريني على موقع EliteProspects.com (الإنجليزية)
- أندي غريني على موقع HockeyDB.com (الإنجليزية)
- أندي غريني على موقع Hockey-Reference.com (الإنجليزية)